# کبک جنگلی ریش‌دار
کبک جنگلی ریش‌دار (نام علمی: Dendrortyx barbatus) نام یک گونه از خانوادهٔ بلدرچین جهان جدید و سرده بلدرچین‌های درختی است. این گونه اولین بار در مکزیک یافت شد. زیستگاه طبیعی آن، جنگل‌های نمناک کوهستانی و کشتزارهای نیمه‌گرمسیری یا گرمسیری هستند. این گونه با نابودی زیستگاه مورد تهدید قرار گرفته‌است.